# Моят живот (сериал)
Моят живот (на турски: O Hayat Benim, в най-близък превод Това е моят живот) e турски драматичен сериал, излязъл на телевизионния екран през 2014 г.

## Излъчване
| Сезон | Сезон | Епизоди | Начало на сезона  | Край на сезона | Всички епизоди | ТВ сезон    | ТВ канал | Дата и час                        |
| ----- | ----- | ------- | ----------------- | -------------- | -------------- | ----------- | -------- | --------------------------------- |
|       | 1     | 18      | 14 февруари 2014  | 29 юни 2014    | 1 – 18         | 2014        | FOX      | неделя (20:00/19:45/19:30)        |
|       | 2     | 42      | 7 септември 2014  | 28 юни 2015    | 19 – 60        | 2014 – 2015 | FOX      | неделя (20:15)                    |
|       | 3     | 40      | 20 септември 2015 | 26 юни 2016    | 61 – 100       | 2015 – 2016 | FOX      | неделя (20:15)                    |
|       | 4     | 31      | 18 септември 2016 | 2 май 2017     | 101 – 131      | 2016 – 2017 | FOX      | неделя/вторник (128 - 131)(20:00) |

## Излъчване в България
| Сезон | Сезон | Епизоди | Начало на сезона    | Край на сезона      | Всички епизоди | ТВ сезон       | ТВ канал     | Дата и час                    |
| ----- | ----- | ------- | ------------------- | ------------------- | -------------- | -------------- | ------------ | ----------------------------- |
|       | 1     | 49      | 1 ноември 2016 г.   | 4 януари 2017 г.    | 1 – 49         | 2016 – 2017 г. | Диема Фемили | всеки делничен ден (22:30)    |
|       | 2     | 127     | 5 януари 2017 г.    | 30 юни 2017 г.      | 50 – 176       | 2017 г.        | Диема Фемили | всеки делничен ден (22:30)    |
|       | 3     | 123     | 3 юли 2017 г.       | 20 декември 2017 г. | 177 – 299      | 2017 г.        | Диема Фемили | всеки делничен ден (22:30)    |
|       | 4     | 106     | 21 декември 2017 г. | 18 май 2018 г.      | 300 – 405      | 2017 – 2018 г. | Диема Фемили | всеки делничен ден (22:30/00) |

## Актьорски състав
- Езги Асароглу– Бахар Атахан-Герман
- Керемджем – Атеш Герман
- Джерен Морай – Ефсун Демирджи Атахан
- Синан Албайрак – Мехмет Емир Атахан
- Джем Озер – Кенан Ерксан
- Оя Башар – Султан Ердемил
- Сюлейман Атанъсев – Иляс Демирджи
- Аху Сунгур – Хюлия Атахан
- Озан Гюлер – Арда Атахан
- Бахар Шахин - Мюге Атахан
- Зерин Сюмер – Ганимет
- Неслихан Аджар – Сюрея
- Несиме Алъш – Адиле
- Айчин Инджи – Зухал
- Айбюке Пусат/Берил Каяр – Зейнеп
- Ердал Джиндорук – Салих
- Йешим Джерен Бозоолу – Нуран Демирджи
- Иджлял Айдън – Хасрет Еркаран
- Джем Кълъч – Исмаил Демиркан
- Зейнеп Еронат – Мюджеля Демирджи
- Биргюл Улусой – Сакине
- Нуршим Демир – Едибе Атахан
- Дидем Инселел – Фуля Атахан
- Гюлсен Тунджер – Семра
- Шан Бингьол – Алп
- Гюзиде Арслан – Сечил
- Тургай Айдън – Асъм
- Лариса Гаджемер – Арзу
- Джейда Атеш- Джемре Атахан
- Юсуф Акгюн- Оркун Байтан

## В България
В България сериалът започва излъчване на 1 ноември 2016 г. по Диема Фемили и завършва на 18 май 2018 г. На 25 септември 2018 г. започва повторно излъчване по Нова телевизия и завършва на 14 май 2020 г. Ролите се озвучават от Петя Абаджиева, Таня Димитрова, Йорданка Илова, Светозар Кокаланов, Силви Стоицов и Ивайло Велчев.